# دستور زبان اسپرانتو
زبان فراساختهٔ اسپرانتو که با هدف ایجاد یک زبان بین‌المللی برای کل دنیا، یا زبان مشترک جهانی در سال ۱۸۸۷ توسط دکتر لودویک زامنهوف ابداع شد، دستور زبان بسیار ساده، منطقی و بی‌استثنا دارد تا استفادهٔ جهانی از آن برای گویش‌وران همهٔ زبان‌ها، از هر قوم و نژادی که باشند، آسان باشد. همان‌گونه که در مقالهٔ مفصلی در بارهٔ زبان اسپرانتو در روزنامهٔ معروف گاردین (Guardian)، چاپ لندن، آمده‌است:

… به‌علاوه، درحالی که یادگیریِ ولاپوک به‌سختیِ فراگرفتن زبان لاتین بود، زبانِ زامنهوف فقط شانزده قاعدهٔ بنیادی داشت که حتی یک استثنا هم در آن به‌چشم نمی‌خورد. اسپرانتو به‌احتمالِ قوی تنها زبانی است که افعال بی‌قاعده ندارد (زبان فرانسوی ۲۲۳۸ فعل بی‌قاعده و زبان‌های اسپانیایی و آلمانی هر کدام حدود ۷۰۰ فعل بی‌قاعده دارند) و تنها شش پایانه دارد که تسلط پیدا کردنِ برآن، برای بیانِ تمامیِ افعال در این زبان کافی است، مشاهده شده‌است که بیشینهٔ نوآموزان پس از یک ساعت می‌توانند به این زبان تکلم کنند.

نویسندهٔ انگلیسیِ این مقاله در روزنامهٔ گاردیَن اشاره‌ای به تعداد افعال بی‌قاعده در زبان انگلیسی نکرده‌است. در این زبان نیز افعال بی‌قاعده مشکل بزرگی در راه فراگیریِ آن پدید آورده‌است. شمار فعل‌های بی‌قاعده‌ی زبان انگلیسی ۶۳۸ عدد است.

## ساختار واژگان
در زبان اسپرانتو واپسین حرف یا حرف‌های هر واژه، یعنی پایانه (یا پایانه‌ها)، نشان‌دهندهٔ هویت دستوری و نقش واژه در جمله است. برای نمونه، حرف یا پایانهٔ o نام‌ساز؛ حرف a صفت‌ساز و حرف e قیدساز هستند:
| پایانهٔ o نام‌ساز | پایانهٔ a صفت‌ساز | پایانهٔ e قیدساز |
| --------------- | --------------- | --------------- |
| patro           | patra           | patre           |
| پدر             | پدری            | پدرانه          |
| (پاترو)         | (پاترا)         | (پاتره)         |

مشتق‌سازی کلمات در زبان اسپرانتو با وندها (شامل پیشوندها و پسوندها) انجام می‌شود و شکل واژه‌ها به صورت «پیشوند + ریشه + پسوند + پایانه» است:
| پسوند in مؤنث‌کننده | پیشوند bo رابطهٔ سببی‌ساز | پیشوند bo و پسوند in |
| ------------------ | ----------------------- | -------------------- |
| patrino            | bopatro                 | bopatrino            |
| مادر               | پدرزن یا پدرشوهر        | مادرزن یا مادرشوهر   |
| (پاترینو)          | (بوپاترو)               | (بوپاترینو)          |

واژه‌های ترکیبی نیز به صورت «ریشه + ریشه» ساخته می‌شود، بخش اصلی، بخشی است که در آخر ترکیب قرار داده می‌شود:
| واژهٔ lando   | به‌عنوان بخش فرعی | به‌عنوان بخش اصلی |
| ------------ | ---------------- | ---------------- |
| lando        | landopatro       | patrolando       |
| کشور، سرزمین | پدر کشور         | سرزمین پدری، وطن |
| (لاندو)      | (لاندوپاترو)     | (پاترولاندو)     |

## ساختار جمله
ازآنجا که مفعول در زبان اسپرانتو پایانهٔ n می‌گیرد و صفت در این زبان چه از لحاظ مفعول بودن و چه از نظر تعداد (جمع یا مفرد بودن) از موصوف پیروی می‌کند، ساختار جمله‌های اسپرانتو ـ برخلاف بیشتر زبان‌های اروپایی که نخست «کننده» یا فاعل، سپس فعل (کارواژه) و آنگاه دیگر بخش‌های جمله مانند مفعول چیده می‌شوند ـ آزاد است. به این معنی که در زبان اسپرانتو، جابه‌جایی ارکان اصلی جمله هیچ تغییری در معنا و مفهوم جمله ایجاد نمی‌کند. گوینده مجاز است با توجه به سلیقه یا زبان مادری خویش هرطور که راحت است ساختار جمله را تغییر دهد، مانند:
| Mi amas vin | Amas mi vin | Vin mi amas |
| Mi vin amas | Vin amas mi | Amas vin mi |

- که همگی آن‌ها به معنی «من تو را دوست دارم» هستند.

## فعل
فعل‌های سادهٔ زمان‌دار در زبان اسپرانتو دارای ۳ زمان (گذشته، حال و آینده) هستند، که هریک از آن‌ها دارای پایانهٔ خاص خود است: فعل زمان حال ساده (همان‌طور که در مثال بالا ذکر شده‌است) دارای پایانهٔ ‎-as‏ است، فعل زمان گذشتهٔ ساده دارای پایانهٔ ‎-is‏ است، و فعل زمان آیندهٔ ساده دارای پایانهٔ ‎-os‏ است - بی هیچ استثنایی. مثلاً: Li iris (او رفت) Li iras (او می‌رود) Li iros (او خواهد رفت).
افعال ترکیبی یا مرکب توسط پسوندهای دستوری اسپرانتو که ۶ عدد هستند (۳ پسوند فاعلی و ۳ پسوند مفعولی)، و با یاری گرفتن از سه زمان سادهٔ فعل بودن (estas, estis, estos) ساخته می‌شوند: ۹ زمان ترکیبی معلوم و ۹ زمان ترکیبی مجهول.
همچنین برای ساخت مصدر فعل از ریشه‌ها در آخر آن ‎-i‏ اضافه می‌شود، و برای حالت‌های امری و شرطی به ترتیب از پایانه‌های u و us بهره گرفته می‌شود. مانند: esti (بودن)، estu (باش)، و estus (می‌بود).

## جمع اسم و حالت مفعولی
پایانه‌ها یا شناسهٔ اسم‌های جمع ‎-oj‏ و پایانه یا شناسهٔ مفعولی ‎-n‏ است. در مشتق‌سازی و جمله‌نویسی اسپرانتو، تمامی این پایانه‌ها می‌توانند به صورت ترکیبی به کار روند. برای مثال «floro» (به معنی گل) اسم است و floroj جمع آن؛ و florojn نیز حالت جمع و مفعولی آن و به معنی «گل‌ها را» می‌باشد.